# R23公路 (俄羅斯)
R23聯邦公路，原编号M20，2018年起更改为R23，曾稱普斯科夫公路（Псков），是俄羅斯的一條幹線公路，始於聖彼得堡，經普斯科夫，以俄白邊界為終點，全長261公里。也是歐洲E95公路的一部分。

## 途径主要城市
- 圣彼得堡
- 普斯科夫
- 普斯托什卡
- 涅韦尔